# Gottfried Wilhelm Wagemann
Johann Gottfried Wilhelm Wagemann (* 17. März 1742 in Kirchwehren; † 31. Juli 1804 in Eilsen) war ein deutscher lutherischer Theologe und Generalsuperintendent der Generaldiözese Göttingen.

## Leben
Wagemann wurde in Kirchwehren als Sohn des dortigen Pastors Johann Georg Wagemann und dessen Frau, der Pastorentochter Sara Eleonore Niemann aus Mariensee (Neustadt am Rübenberge), geboren. Er studierte Theologie und wurde nach einer Tätigkeit als Hilfspfarrer in Ahlden 1771 zweiter Pastor an der St.-Johannis-Kirche in Göttingen, 1773 Archidiakon (zweiter Pastor) in Clausthal sowie 1776 Pastor an der Schlosskirche St. Marien und Superintendent in Osterode. Von 1779 bis 1804 war Wagemann erster Pastor an St. Johannis in Göttingen und Generalsuperintendent sowie Konsistorialrat.
Wagemann war ein Urgroßvater des Physikers Max Planck.

## Einzelnachweis
1. ↑  Ahnenliste von Max Planck

| Personendaten    | Personendaten                                                                          |
| ---------------- | -------------------------------------------------------------------------------------- |
| NAME             | Wagemann, Gottfried Wilhelm                                                            |
| ALTERNATIVNAMEN  | Wagemann, Johann Gottfried Wilhelm (vollständiger Name)                                |
| KURZBESCHREIBUNG | deutscher lutherischer Theologe und Generalsuperintendent der Generaldiözese Göttingen |
| GEBURTSDATUM     | 17. März 1742                                                                          |
| GEBURTSORT       | Kirchwehren                                                                            |
| STERBEDATUM      | 31. Juli 1804                                                                          |
| STERBEORT        | Eilsen                                                                                 |